# Afonso Cláudio (ort)
Afonso Cláudio är en ort i Brasilien.   Den ligger i kommunen Afonso Cláudio och delstaten Espírito Santo, i den sydöstra delen av landet, 900 km sydost om huvudstaden Brasília. Afonso Cláudio ligger 368 meter över havet och antalet invånare är 13 543.
Terrängen runt Afonso Cláudio är huvudsakligen kuperad. Afonso Cláudio ligger nere i en dal. Det finns inga andra samhällen i närheten. 
Omgivningarna runt Afonso Cláudio är huvudsakligen savann. Runt Afonso Cláudio är det ganska glesbefolkat, med 35 invånare per kvadratkilometer.